# Long Distance Calling
Long Distance Calling ist eine deutsche Post-Rock-Band aus Münster. Die Band wurde im Jahre 2006 gegründet und steht bei earMusic unter Vertrag. Sie spielt instrumentale Rockmusik mit verhältnismäßig langen Stücken. Der Bandname kann laut der Band sowohl als „Ferngespräch“ als auch als „Ruf der weiten Distanz“ verstanden werden. Hauptgrund bei der Wahl des Bandnamens war der Zusammenklang der Wörter.

## Geschichte

### Frühe Jahre (2005–2006)
Im November 2005 lernten der Gitarrist Florian Füntmann, der Bassist Jan Hoffmann und der Schlagzeuger Janosch Rathmer einander kennen. Nach mehreren gemeinsamen Jamsessions stieß mit David Jordan ein weiterer Gitarrist zur Band hinzu. Komplettiert wurde die Besetzung durch Reimut van Bonn im März 2006. Alle Mitglieder waren schon vor der Gründung von Long Distance Calling musikalisch tätig. Janosch Rathmer und Florian Füntmann waren auch bei der Melodic-Death-Metal-Band Misery Speaks aktiv. David Jordan spielte bei The Ghost Dance Movement und Reimut van Bonn bei Muad'dib Schlagzeug. Bassist Jan Hoffmann spielte zuvor in der Metalband Dogday.
Ursprünglich wurde auch ein Sänger gesucht. Nachdem die Band über mehrere Monate mehrere Kandidaten ausprobiert hatte und keinen passenden Sänger finden konnte, entschieden sich die Musiker für einen „Soundmenschen“ – in diesem Falle Reimut van Bonn – anstelle eines Sängers. Ein weiteres Argument gegen einen Sänger war, die Musik für sich sprechen zu lassen. Ende 2006 veröffentlichten Long Distance Calling ihr Demo DMNSTRTN. Der Titel beschreibt das Wort Demonstration ohne Vokale. Von der Fachpresse wurde das Demo positiv aufgenommen. Die Magazine Visions und Rock Hard kürten DMNSTRTN jeweils zum Demo des Monats.

### Satellite BayundAvoid the Light(2007–2010)
Die Band unterschrieb einen Vertrag über ein Album bei Viva Hate Records. Nach Auftritten mit A Whisper in the Noise und einer Tour im Vorprogramm von 65daysofstatic nahm die Band im April 2007 innerhalb von drei Tagen das Debütalbum Satellite Bay auf. Das Album erschien im Oktober des gleichen Jahres und wurde von den Kritikern positiv aufgenommen. Als Gastsänger ist Peter Dolving von der schwedischen Thrash-Metal-Band The Haunted bei dem Stück Built Without Hands zu hören. Anlässlich einer gemeinsamen Tournee mit der Schweizer Band Leech wurde im Jahre 2008 die Split-EP 090208 aufgenommen. Es folgten weitere Auftritte, unter anderem mit dredg und beim Musikfestival Rock am Ring.
Ebenfalls im Jahre 2008 nahm die Band ein weiteres Demo mit dem Stück Apparitions auf und bewarb sich damit bei verschiedenen Plattenfirmen. Schließlich wurden Long Distance Calling von Superball Music unter Vertrag genommen. Im November 2008 reiste die Band nach Koblenz, um das vom Blackmail- und Scumbucket-Gitarristen Kurt Ebelhäuser produzierte zweite Album Avoid the Light aufzunehmen. Hier trat Jonas Renkse von der schwedischen Metalband Katatonia bei dem Stück The Nearing Grave als Gastsänger auf. Avoid the Light erschien im April 2009. Anschließend ging Long Distance Calling mehrmals auf Tournee und spielte unter anderem im Vorprogramm von Bands wie Opeth, Katatonia oder Anathema und spielte ferner auf Festivals wie dem Summer Breeze.

### Long Distance Calling(2011–2012)

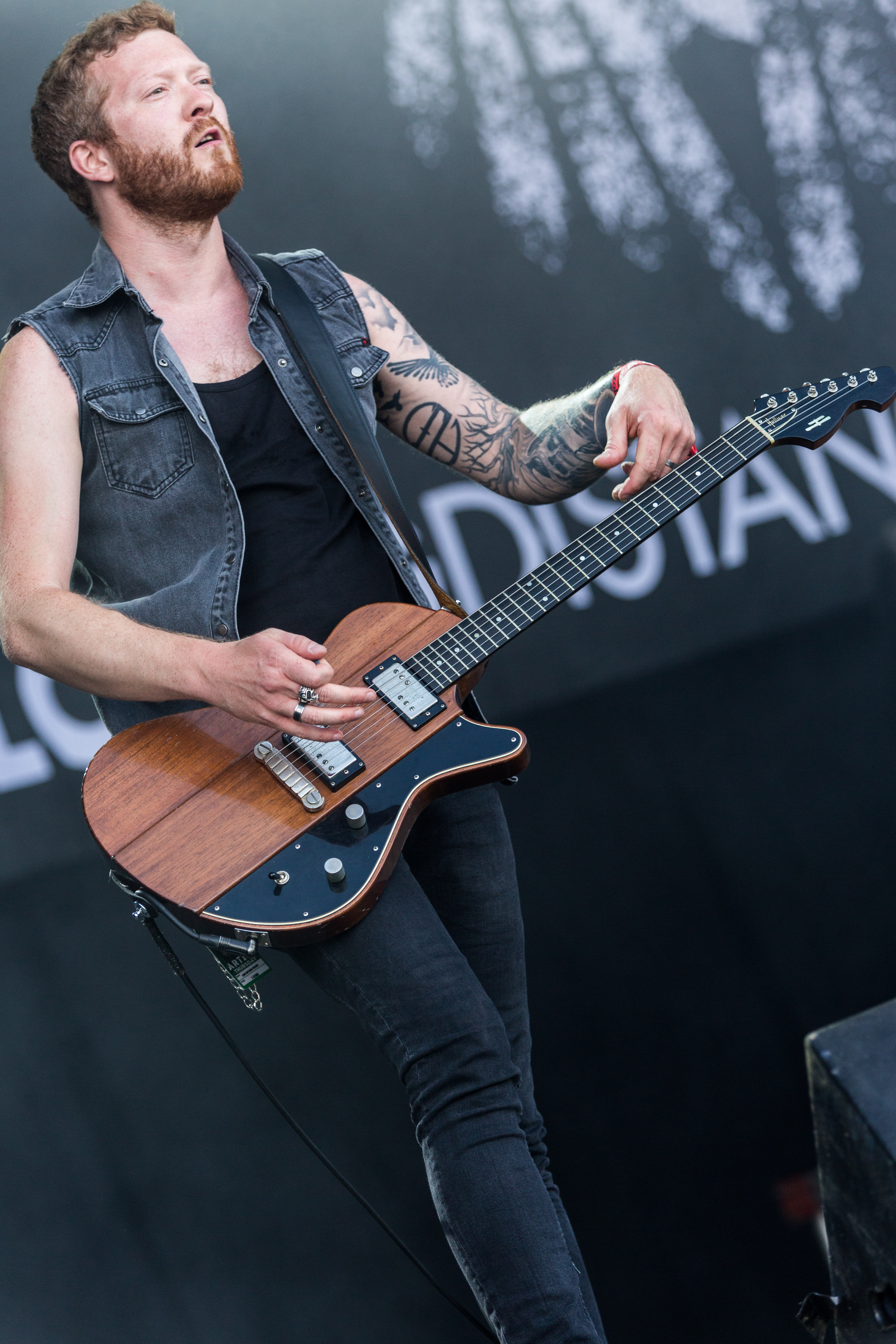
Florian Füntmann

Im Frühjahr 2011 arbeitete die Band in verschiedenen Jamsessions an ihrem dritten, selbstbetitelten Studioalbum, welches im Sommer 2010 in den Horus Studios in Hannover aufgenommen wurde. Bei dem von der Band gemeinsam mit Benjamin Schäfer produzierten Album ist als Gastsänger der Armored-Saint- und ehemalige Anthrax-Sänger John Bush bei dem Stück Middleville zu hören. Laut Schlagzeuger Janosch Rathmer war die Band erstmals mit einem ihrer Studioalben komplett zufrieden. Da die Musiker deutlich machen wollten, dass dieses Album die Band definieren soll, wurde Long Distance Calling nach der Band benannt. Von der Fachpresse wurde das Album erneut durchgehend positiv aufgenommen und beispielsweise als Album der Woche der Magazine Visions oder Focus gekürt. Für das Stück Into the Black Wide Open drehte die Band ihr erstes Musikvideo.
Mit Long Distance Calling erreichte die Band ihre erste Chartplatzierung und erreichte Rang 36 der deutschen Albumcharts. Die Redaktion des deutschen Magazins Metal Hammer wählten Long Distance Calling zum besten Album des Jahres der Genres Post-Hardcore/Rock/Metal. Im Sommer 2011 spielte die Band beim Reeperbahn Festival, dem Rockharz Open Air und dem ProgPower Europe. Nach einer eigenen Headlinertournee im Herbst 2011 folgte im Frühjahr 2012 eine Europatournee im Vorprogramm der kanadischen Progressive-Metal-Band Protest the Hero. Im April 2012 gab die Band die freundschaftliche Trennung von Reimut van Bonn bekannt, bevor die Band beim Maifeld Derby auftrat.

### The Flood InsideundNighthawk(2012–2014)

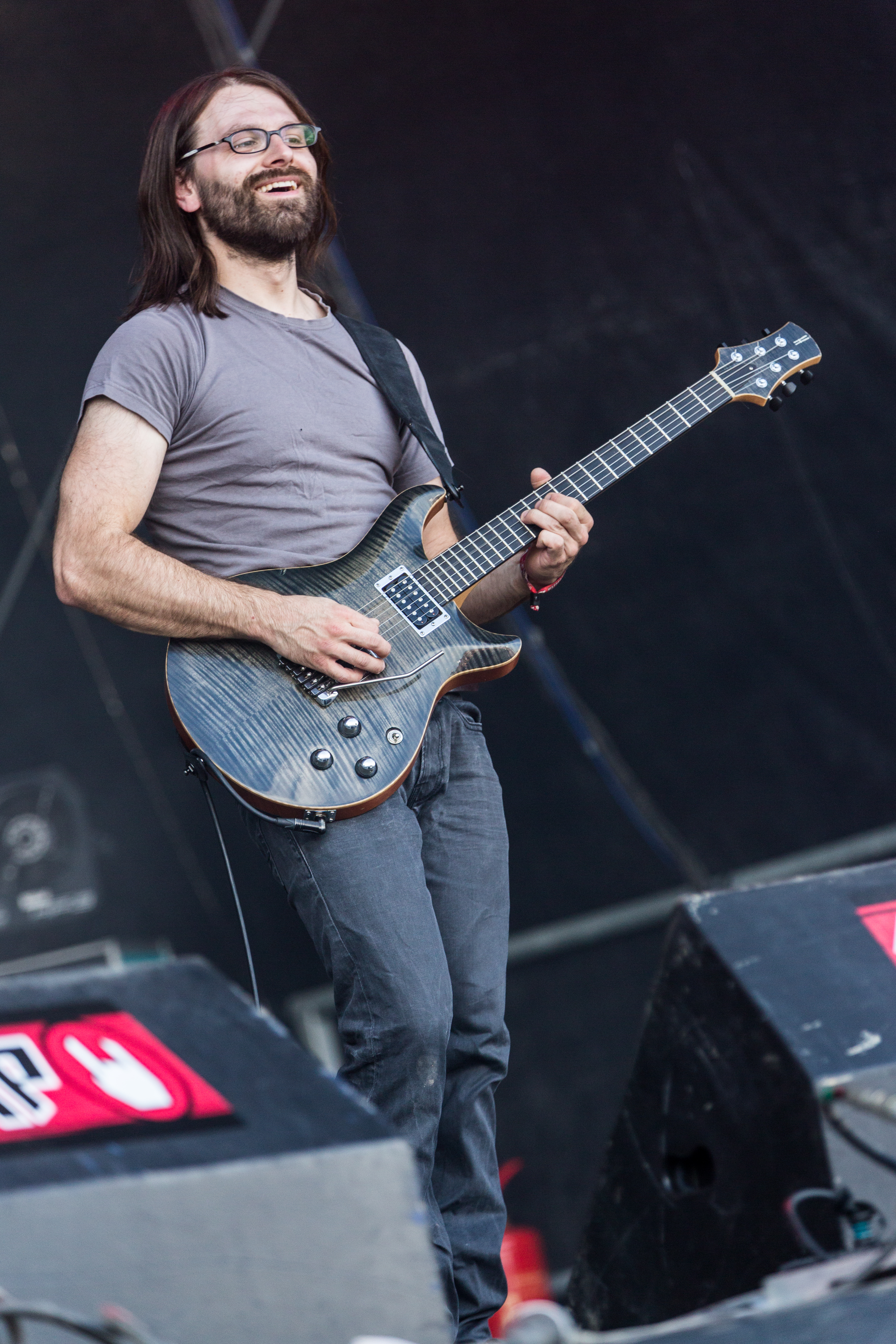
David Jordan

Im September 2012 nahm die Band in den Megaphon Tonstudios in Arnsberg ihr viertes Studioalbum auf. Nach dem Abschluss der Aufnahmen gab die Band den Einstieg des ehemaligen Fear-My-Thoughts-Mitgliedes Martin Fischer als Sänger und Keyboarder in die Band bekannt. Im Herbst 2012 spielten Long Distance Calling beim Euroblast Festival. Das vierte Studioalbum The Flood Inside erschien am 1. März 2013 und stieg auf Platz 33 der deutschen und auf Platz 79 der Schweizer Charts ein. Gleichzeitig begann die The Flood Inside-Headlinertournee durch Europa, bei der die Band von den Vorgruppen Sólstafir, Audrey Horne und Sahg begleitet wurde. Ebenfalls 2013 spielten Long Distance Calling erneut beim Summer Breeze sowie auf dem erstmals ausgetragenen Festival Metal Hammer Paradise im Ferienpark Weißenhäuser Strand. Die Band spendete sämtliche am 22. November 2013 erzielten Einnahmen aus ihrem Onlineshop für die Hilfsorganisation Ärzte ohne Grenzen. Anlass der Spendenaktion waren die Folgen des Taifun Haiyan, der insbesondere auf den Philippinen für schwere Verwüstungen gesorgt hatte. Dabei kam ein Betrag von tausend Euro zusammen.
Im Februar 2014 spielten Long Distance Calling den zweiten Teil der The Flood Inside Tour, dieses Mal mit den Bands Junius und Wolves Like Us im Vorprogramm. Nach der zweiten Europatournee plante die Band die Aufnahme einer rein instrumentalen Jam-EP. Die EP sollte im April oder Mai 2014 bei dem bandeigenen Label Avoid the Light Records erscheinen. Die Finanzierung des Projekts wurde per Crowdfunding über die Internetplattform Pledge Music vollzogen. Die Nighthawk betitelte EP erschien schließlich am 26. Juni 2014. Im Sommer 2014 spielte die Band beim Festival With Full Force.

### TripsundBoundless(2015 bis 2018)

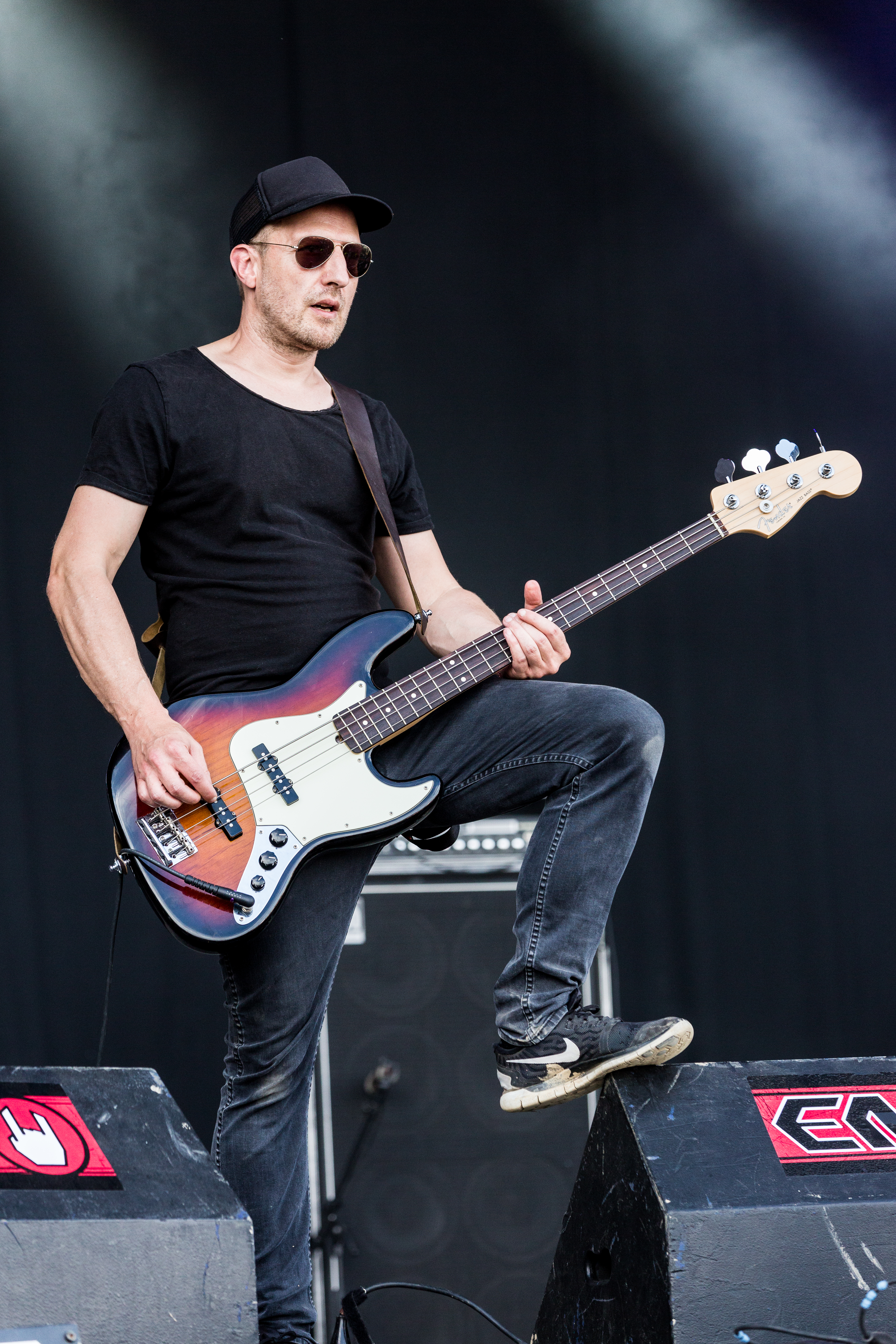
Jan Hoffmann

Anschließend begann die Band mit den Arbeiten an ihrem fünften Studioalbum. Da er sich mehr auf sein Privatleben konzentrieren wollte, verließ Martin Fischer die Band nach Beendigung der Aufnahmen. Fischer steuerte zu Trips lediglich Keyboards und Soundeffekte bei. Neuer Sänger wurde der Norweger Petter Carlsen, der allerdings kein festes Bandmitglied wurde. Gleichzeitig unterschrieb die Band einen neuen Vertrag bei InsideOut Music, die das Album am 29. April 2016 veröffentlichten. Das Album wurde vom deutschen Magazin Metal Hammer als Album des Monats ausgezeichnet und stieg auf Platz 23 der deutschen und auf Platz 66 der Schweizer Albumcharts ein. Die Deutsche Phono-Akademie zeichnete Trips als beste Produktion im Bereich Rock/Metal aus.
Gleichzeitig mit der Veröffentlichung begann die Trips-Europatournee mit den Vorbands Tiny Fingers und Rendezvous Point. Ende 2016 spielte die Band vier Konzerte im Vorprogramm von Amorphis, die das zehnjährige Jubiläum ihres Albums Eclipse feierten, bevor Long Distance Calling einige Konzerte als Headliner spielten, bei denen nur instrumentale Lieder gespielt wurden. Am 10. Februar 2017 wurde das Debütalbum Satellite Bay zusammen mit dem Demo DMNSTRN wiederveröffentlicht. Beide Werke wurden vom Gitarristen David Jordan remastert. Im Mai 2017 spielte die Band eine kleine Tournee unter dem Motto An Evening with Satellite Bay und im Sommer beim Summer Breeze.
Nach den Konzerten zogen sich die Musiker für mehrere Monate in ihren Proberaum zurück, um sich auf ihr sechstes Studioalbum vorzubereiten. Die Band wollte zurück zu ihren Wurzeln und nahm ein reines Instrumentalalbum auf, das weder Gastmusiker noch Gesang enthält. Boundless wurde am 2. Februar 2018 veröffentlicht und erreichte Platz 24 der deutschen und Platz 22 der Schweizer Albumcharts. Erstmals gelang der Sprung in die österreichischen Charts, wo das Album Platz 88 belegte. Im Frühjahr 2018 spielten Long Distance Calling ohne Vorband den ersten Teil der Boundless Tour, bevor die Band im Sommer auf den Festivals Wacken Open Air, Das Fest und dem Euroblast Festival spielte. Ende 2018 folgte der zweite Teil der Boundless Tour mit der Vorgruppe Motorowl.

### StummfilmundHow Do We Want to Live?(2019 bis 2020)

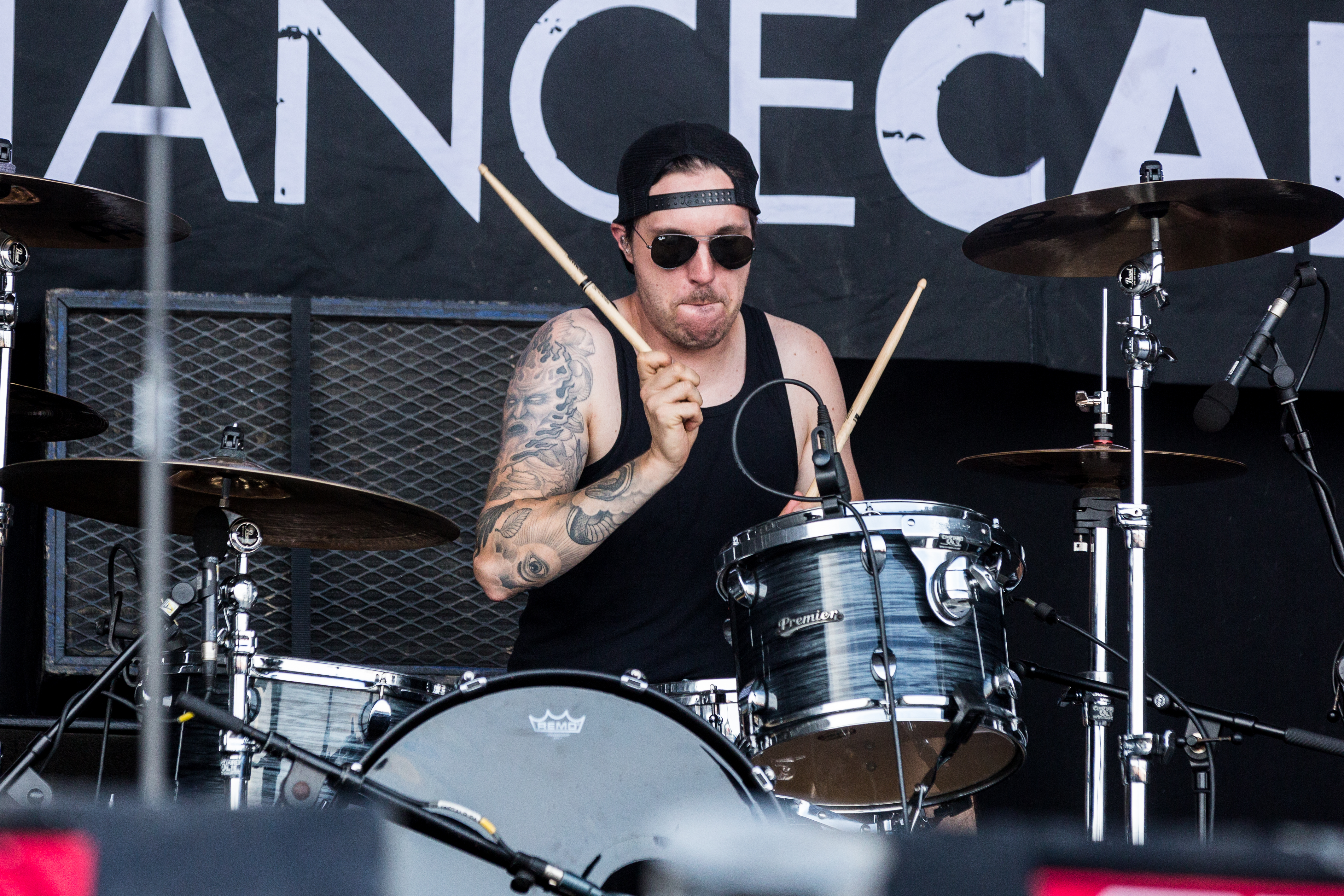
Janosch Rathmer

Im April 2019 spielte die Band anlässlich des zehnjährigen Jubiläums des zweiten Studioalbums Avoid the Light im Rahmen der Seats & Sounds-Tournee drei besondere Konzerte, bei denen Long Distance Calling erstmals vor bestuhltem Publikum spielte. Die Konzerte fanden in der Scala Ludwigsburg und den Kulturkirchen in Köln bzw. Hamburg-Altona statt. Darüber spielte die Band auf dem Deserfest und dem Rock Hard Festival. Am 1. November 2019 veröffentlichte die Band ihr erstes Livealbum Stummfilm – Live from Hamburg (A Seats & Sounds Show), das beim Hamburger Konzert in April 2019 aufgenommen wurde. Das Livealbum erreichte Platz 59 der deutschen Albumcharts.
Ein Jahr später wurden Long Distance Calling für den deutschen Musikautorenpreis in der Kategorie Komposition Metal nominiert mit der Begründung, die Band habe die „Vision, einen innovativen und audiovisuellen Soundtrack zu schaffen, welcher in der deutschen Musiklandschaft einzigartig ist“ Am 26. Juni 2020 erschien das siebte Studioalbum How Do We Want to Live?, das von Arne Neurand produziert wurde. Als Gastsänger ist Eric A. Pulverich von der Band Kyles Tolone zu hören. Das Album erreichte Platz sieben der deutschen und Platz zehn der Schweizer Albumcharts. Am 2. Juli 2020 wollte die Band ein Release-Konzert in der Autoarena Oberhausen spielen, bei dem die Zuschauer den Auftritt aus ihren Autos heraus verfolgen können. Aus privaten Gründen musste das Konzert ersatzlos abgesagt werden. Von Juli bis September 2020 fanden in ausgewählten Orten vor kleinem Publikum Konzerte unter entsprechenden Hygienebedingungen im Rahmen einer Tour zum Album statt.

### GhostundEraser(seit 2021)

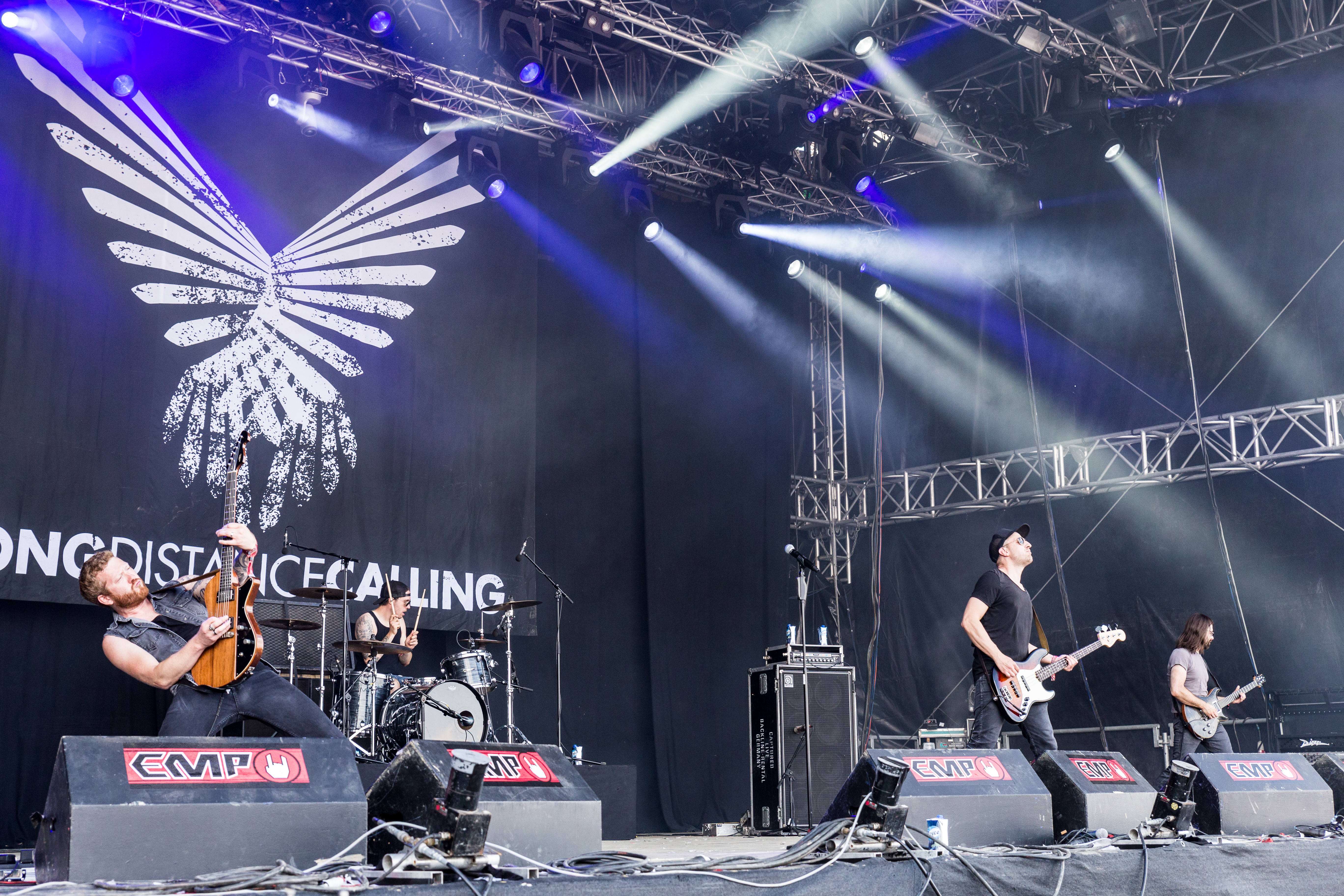
Long Distance Calling live beim Summer Breeze 2017

Am 26. Februar 2021 veröffentlichten Long Distance Calling mit Ghost eine zweite Jam-EP, die über das bandeigene Label Avoid the Light Records veröffentlicht wurde. Dieses Crowdfunding-Projekt soll die Verschiebung der für Ende 2020 geplanten Tour finanziell auffangen, Unterstützenden der Band jedoch – anders als bei anderen Spendenaktionen – einen Gegenwert für ihr Geld geben. Ghost stieg auf Platz 21 der deutschen Albumcharts ein.
Anlässlich des Tags der Erde am 22. April 2022 kündigten Long Distance Calling für den 26. August 2022 ihr achtes Studioalbum Eraser an und veröffentlichten die erste Single Kamilah. Gleichzeitig verkündete die Band den Wechsel zu earMusic. Auf dem Album geht es um das Artensterben in der Tierwelt, wobei sich jeder Titel um eine Spezies dreht. Dabei fiel die Wahl auf die Nashörner, die Gorillas, den Grönlandhai, die Faultiere, die Albatrosse, die Bienen, den Tiger und zuletzt den Menschen. Eraser stieg auf Platz fünf der deutschen und Platz 29 der Schweizer Albumcharts ein. Für das Frühjahr 2023 kündigte die Band ihre Eraser Tour durch Europa an.

## Stil

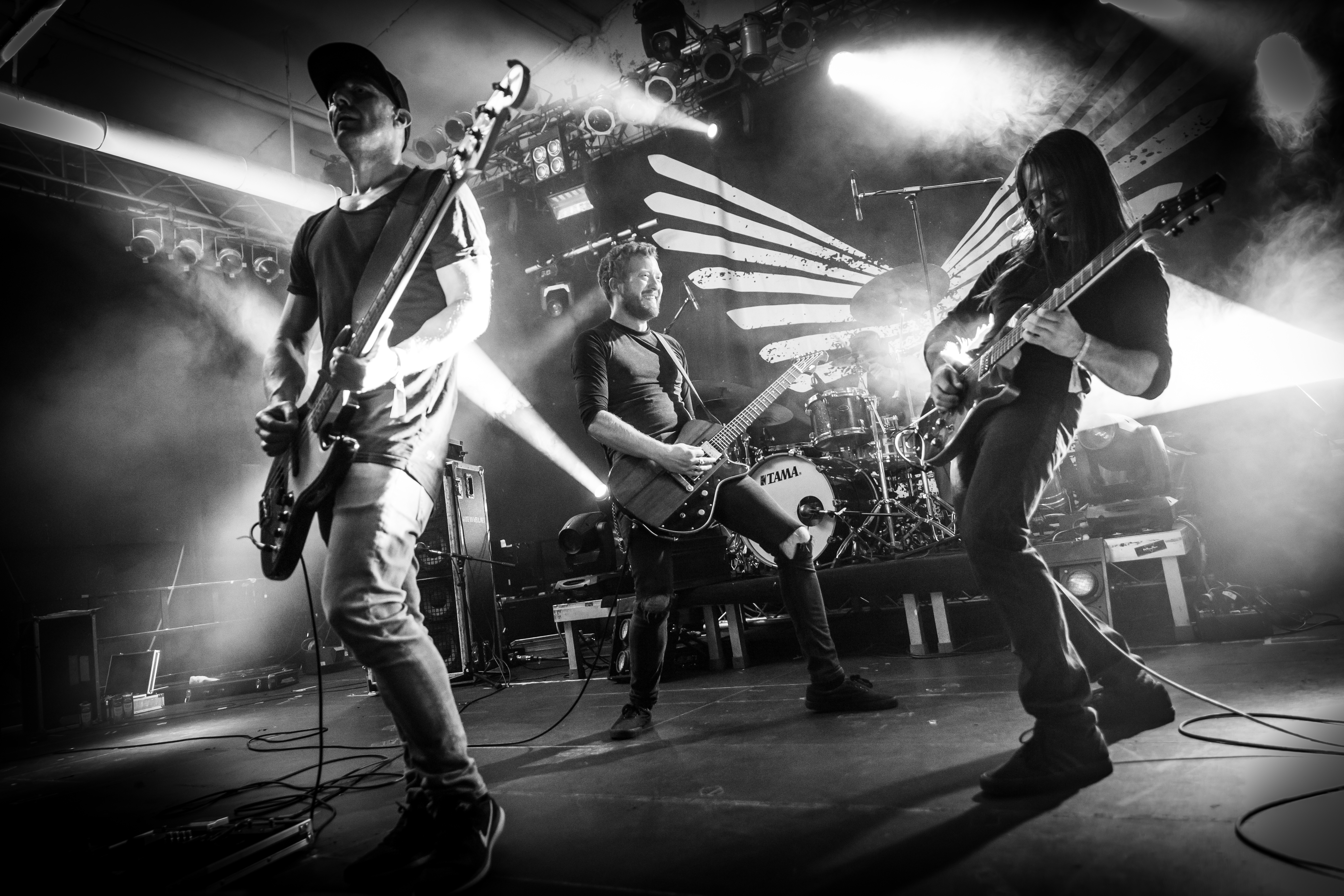
Long Distance Calling live beim Euroblast 2018

Long Distance Calling spielen instrumentale Rockmusik. Durch zahlreiche Wiederholungen von einzelnen Passagen sind die Stücke der Band verhältnismäßig lang. Das Stück True/Negative ist mit einer Spielzeit von 2:33 Minuten das kürzeste der Bandgeschichte. Das längste Stück ist Flux mit einer Spielzeit von 12:36 Minuten. Teilweise wird die Musik mit Sprachsamples unterlegt. Das Stück Fire in the Mountain enthält zum Beispiel Auszüge aus Kafkas Prosatext Vor dem Gesetz. Als wichtigste Einflüsse nennen Long Distance Calling Postrock- und Progressive-Rock-Bands wie Isis, Tool, Mogwai, dredg und Porcupine Tree. Auf späteren Alben kamen Einflüsse aus Classic Rock, Funk und Boogie dazu.
Spätestens seit ihrem selbstbetitelten Album sehen sich Long Distance Calling eher als instrumentale Rockband denn als Postrock-Band. Bassist Jan Hoffmann beschrieb die Musik von Long Distance Calling als härter, progressiver und rhythmischer als die anderer Instrumentalbands. Auf dem vierten Studioalbum The Flood Inside sind die Hälfte der Stücke Lieder mit Gesang. Schlagzeuger Janosch Rathmer begründete dies damit, dass die Musiker etwas Neues machen wollten, da sie mit den bisherigen Liedern mit Gesang sehr zufrieden waren. In einem Interview aus dem Jahre 2016 sah es Jan Hoffmann als Alleinstellungsmerkmal der Band an, dass sie sowohl Instrumentalstücke als auch welche mit Gesang haben.
Mit ihrem im Jahre 2018 erschienenen Album Boundless kehrte die Band allerdings wieder zur reinen Instrumentalmusik zurück. Janosch Rathmer stellte fest, dass die Musiker sich mit dem Gesang doch nicht so wohl fühlten, während Jan Hoffmann auch rückläufige Zuschauerzahlen bei Konzerten sowie viele negative Kommentare in den Sozialen Netzwerken als Gründe für die Rückbesinnung auf Instrumentalmusik nannte.

„Instrumentalmusik bedeutet für mich die Möglichkeit, sich ausleben zu können ohne ein Limit. Musik ohne Gesang ist spannender, weil mehr Kino im Kopf erzeugt wird, weil kein Text vorerzählt wird, mit Leitfaden wo die Reise hingeht.“

## Golden Silence Festival
Am 2. November 2019 fand die erste Ausgabe des Golden Silence Festivals statt. Das Festival wird von Jan Hoffmann und Janosch Rathmer organisiert und fand im Münsteraner Skaters Palace statt. Das Besondere an dem Festival ist, dass nur Künstler auftreten, die instrumentale Musik ohne Gesang machen. Ein solches Festival wäre laut Rathmer in Deutschland „einmalig“. Der Name des Festivals hat laut Janosch Rathmer zwei Bedeutungen. Zum einen bezieht sich der Titel auf die Redewendung „Reden ist Silber, Schweigen ist Gold“, die zu der instrumentalen Ausrichtung des Festivals passen würde. Zum anderen soll der Titel daran erinnern, dass man „in Zeiten von Social Media erst einmal nachdenken sollte, bevor man etwas sagt. Manchmal wäre es auch gut, einfach die Klappe zu halten“. Neben Long Distance Calling als Headliner traten bei der ersten Ausgabe noch die Bands Monkey3, Mutiny on the Bounty, Kuf sowie Curls & Nods auf.

## Engagement
Für das im Jahr 2022 erschienene Album "Eraser" arbeitete die Band mit der Umweltschutzorganisation Greenpeace zusammen, die zu den auf dem Album thematisierten gefährdeten Tierarten Informationen lieferten. Auch das Video zur Single Eraser entstand in Kooperation mit Greenpeace, die Teile des Bildmaterials lieferten.

## Diskografie
Studioalben

| Jahr | Titel Musiklabel                            | Höchstplatzierung, Gesamtwochen, AuszeichnungChartplatzierungen (Jahr, Titel, Musiklabel, Platzierungen, Wochen, Auszeichnungen, Anmerkungen) | Höchstplatzierung, Gesamtwochen, AuszeichnungChartplatzierungen (Jahr, Titel, Musiklabel, Platzierungen, Wochen, Auszeichnungen, Anmerkungen) | Höchstplatzierung, Gesamtwochen, AuszeichnungChartplatzierungen (Jahr, Titel, Musiklabel, Platzierungen, Wochen, Auszeichnungen, Anmerkungen) | Anmerkungen                                                          |
| Jahr | Titel Musiklabel                            | DE | AT | CH | Anmerkungen                                                          |
| ---- | ------------------------------------------- | --- | --- | --- | -------------------------------------------------------------------- |
| 2007 | Satellite Bay Viva Hate/Cargo Records       | — | — | — | Erstveröffentlichung: 5. Oktober 2007                                |
| 2009 | Avoid the Light Superball Music/SPV         | — | — | — | Erstveröffentlichung: 24. April 2009                                 |
| 2011 | Long Distance Calling Superball Music / EMI | DE36 (1 Wo.)DE | — | — | Erstveröffentlichung: 18. Februar 2011                               |
| 2013 | The Flood Inside Superball Music/EMI        | DE33 (1 Wo.)DE | — | CH79 (1 Wo.)CH | Erstveröffentlichung: 1. März 2013                                   |
| 2016 | Trips InsideOut Music                       | DE23 (1 Wo.)DE | — | CH66 (1 Wo.)CH | Erstveröffentlichung: 29. April 2016 # 7 der deutschen Vinylcharts   |
| 2018 | Boundless InsideOut Music                   | DE24 (2 Wo.)DE | AT65 (1 Wo.)AT | CH22 (1 Wo.)CH | Erstveröffentlichung: 2. Februar 2018 # 11 der deutschen Vinylcharts |
| 2020 | How Do We Want to Live? InsideOut Music     | DE7 (3 Wo.)DE | — | CH10 (1 Wo.)CH | Erstveröffentlichung: 26. Juni 2020 # 10 der deutschen Vinylcharts   |
| 2022 | Eraser earMusic                             | DE5 (2 Wo.)DE | — | CH29 (1 Wo.)CH | Erstveröffentlichung: 26. August 2022 # 14 der deutschen Vinylcharts |

## Nominierungen
| Jahr | Kategorie         | für                   | Resultat  |
| ---- | ----------------- | --------------------- | --------- |
| 2020 | Komposition Metal | Long Distance Calling | Nominiert |

| Jahr | Kategorie     | für                   | Resultat  |
| ---- | ------------- | --------------------- | --------- |
| 2013 | Up and Coming | Long Distance Calling | Nominiert |